# Élections législatives malgaches de 2024
Les élections législatives malgaches de 2024 se déroulent le 29 mai 2024 afin de renouveler les 163 membres de l'Assemblée nationale de l'île de Madagascar.
Le scrutin a lieu quelques mois après l'élection présidentielle ayant vu la victoire d'Andry Rajoelina. Sa formation, Jeunes malgaches déterminés (TGV), mène la coalition Nous tous, ensemble avec Andry Rajoelina (IRMAR), qui dispose de la majorité absolue dans l'assemblée sortante.
Malgré des résultats en hausse en termes de voix, la coalition gouvernementale subit initialement une perte de quelques sièges selon les résultats de la commission électorale. Ce recul lui fait perdre la majorité dans la nouvelle législature, à nouveau composée d'une forte proportion d'élus indépendants. Cependant, le 27 juin, la Haute Cour constitutionnelle rejette tous les recours en annulation, à l'exception de ceux du camp présidentiel, qui retrouve les quatre sièges perdus et donc la majorité absolue.

## Contexte

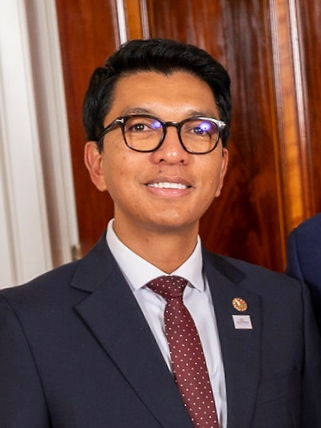
Andry Rajoelina

Les précédentes élections organisées en mai 2019 voient la victoire de la coalition Nous tous, ensemble avec Andry Rajoelina (IRK, ou Irmar) soutenant le président éponyme. Élu quelques mois plus tôt, ce dernier bénéficie ainsi du soutien de la majorité absolue des députés de l'Assemblée nationale afin de mener à bien sa politique,. Son mandat est marqué par les crises sanitaires, sociales et économiques liées à la pandémie de Covid-19, l'invasion de l'Ukraine par la Russie et une sécheresse qui provoque une famine sur l'île en 2021. Le président sortant conserve néanmoins une importante popularité et peut s'appuyer sur un bilan économique qui le voit bénéficier de la confiance des grandes institutions internationales. Rajoelina axe en conséquence sa communication sur son bilan socio-économique, auquel il associe son « Plan Émergence Madagascar » (PEM).
Contestant le contexte et la tenue de l'élection présidentielle de novembre 2023, le collectif des 10, puis des 11 candidats d'opposition organisent des manifestations de grande ampleur, dont une réunit le 21 octobre près de 50 000 partisans au  Coliseum d'Antsonjombe, dans la capitale Antananarivo. Plusieurs de ces manifestations sont interdites ou réprimées par les forces de l'ordre, faisant plusieurs blessés. Le gouvernement procède à ces occasions à des arrestations arbitraires de manifestants, des violations de domiciles et des jets de bombe lacrymogène aux alentours immédiats d’écoles et d’hôpitaux.
L'élection présidentielle voit finalement la réélection de Rajoelina dès le premier tour, dans un contexte de boycott de l'élection par dix de ses douze adversaires. Le taux de participation s'établit ainsi à 46 %, contre 54 % en 2018, une baisse largement attribuée aux appels au boycott de l'opposition, qui ne reconnait pas la légitimité du scrutin. Celle-ci, prenant pour source des observateurs internationaux, et des membres de la CENI de manière non officielle, situe le taux à 20 %, et conteste ainsi les chiffres officiels,. L'élection de 2023 conduit ainsi à une nouvelle crise politique, devenues habituelles dans le pays, aucune élection présidentielle n'y ayant échappé depuis l'indépendance en 1960,. Le 1er décembre 2023, La Haute Cour constitutionnelle (HCC) valide définitivement la victoire du président sortant,,. Son investiture intervient le 16 décembre,.

## Mode de scrutin
Madagascar est dotée d'un parlement bicaméral dont la chambre basse, l'Assemblée nationale, est composée de 163 députés élus pour un mandat de cinq ans selon un mode de scrutin parallèle.
Sont ainsi à pourvoir une grande partie des sièges au scrutin uninominal majoritaire à un tour dans des circonscriptions électorales uninominales, auxquels se rajoutent une partie pourvue au scrutin binominal. Ces derniers le sont via un scrutin proportionnel plurinominal de liste bloquée sans panachage ni vote préférentiel dans des circonscriptions de deux sièges chacune. Après dépouillement, les sièges sont répartis selon la méthode de la plus forte moyenne.
Ces élections sont les premières depuis l'augmentation du nombre total de sièges composant l'Assemblée, passé par décret de 151 à 163 en mars 2024 afin d'ajuster le scrutin à l'évolution démographique du pays. La répartition attribue ainsi un siège aux circonscriptions de moins de 310 000 habitants, et deux à celles dépassant ce seuil, pour un total de 120 circonscriptions.

## Campagne
Les thèmes de la campagne portent sur la lutte contre la corruption, le développement économique et celui des infrastructures. L'opposition dénonce par ailleurs un scrutin qu'elle estime joué d'avance.
Après le boycott ayant touché la présidentielle, les élections législatives de 2024 voient l'opposition comme le gouvernement sortant tenter de mobiliser les abstentionnistes, en particulier en province. Pour une large part réunie au sein de l'alliance Firaisankina, l'opposition renonce au boycott dans l'objectif de placer le président Rajoelina en situation de cohabitation, tandis que l'Irmar cherche à maintenir sa majorité. Sept ministres du gouvernement sortant en démissionne ainsi afin de faire campagne, rejoint par six autres anciens ministres, qui cherchent à mettre en avant le bilan d'Andry Rajoelina. Ce dernier met notamment en avant la construction d'infrastructures en procédant à la « remise officielle » à la population d'une douzaines d'entre elles, suscitant les critiques de l'opposition qui souligne que les inaugurations sont interdites en période de campagne électorale. La majorité présidentielle part favorite en raison de l'absence de candidats des partis de l'opposition dans près de 40 % des 120 circonscriptions électorales, l'Irma se retrouvant même sans aucun opposant dans trois d'entre elles. Cette absence partielle de l'opposition fait la part belle aux nombreux candidats indépendants, qui constituent la grande inconnue du scrutin, au point de figurer en potentiels faiseur de rois,,.

## Résultats
|                           |                                                  |            |       |      |        |               |  |  |  |  |
| Partis                    | Partis                                           | Voix       | %     | +/-  | Sièges | +/-           |  |  |  |  |
|                           | Nous tous, ensemble avec Andry Rajoelina (IRMAR) | 2 184 887  | 40,39 | 6,98 | 84     | en stagnation |  |  |  |  |
|                           | Firaisankina (FIR)                               | 779 500    | 14,90 | 4,10 | 22     | 9             |  |  |  |  |
|                           | Fiovana Ivoaran'ny eny Ifotony (FIVOI)           | 125 431    | 2,40  | 2,21 | 4      | 4             |  |  |  |  |
|                           | Kôlektifa an'ny Malagasy (KOL)                   | 103 144    | 1,97  | 1,51 | 1      | en stagnation |  |  |  |  |
|                           | Parti vert Hasin'i Madagasikara                  | 34 932     | 0,67  | Nv   | 1      | 1             |  |  |  |  |
|                           | Groupe des jeunes malgaches patriotes (GJMP)     | 17 708     | 0,34  | 0,02 | 1      | en stagnation |  |  |  |  |
|                           | Association pour la renaissance de Madagascar    | 3 264      | 0,06  | 0,34 | 0      | en stagnation |  |  |  |  |
|                           | LEADER-Fanilo                                    | 2 410      | 0,05  | 0,60 | 0      | en stagnation |  |  |  |  |
|                           | Autres partis                                    | 16 328     | 0,31  | –    |        | –             |  |  |  |  |
|                           | Indépendants                                     | 1 965 687  | 37,56 | 7,33 | 50     | 4             |  |  |  |  |
|                           |                                                  |            |       |      |        |               |  |  |  |  |
| Suffrages exprimés        | Suffrages exprimés                               | 5 233 291  | 96,74 |      |        |               |  |  |  |  |
| Votes blancs et invalides | Votes blancs et invalides                        | 176 206    | 3,26  |      |        |               |  |  |  |  |
| Total                     | Total                                            | 5 409 497  | 100   | –    | 163    | 12            |  |  |  |  |
| Abstentions               | Abstentions                                      | 6 154 592  | 53,22 |      |        |               |  |  |  |  |
| Inscrits / participation  | Inscrits / participation                         | 11 564 089 | 46,78 |      |        |               |  |  |  |  |

## Analyse et conséquences

Parti vainqueur par circonscription

Le vote a lieu de 6h00 à 17h00 le 29 mai. Sont notamment présents des observateurs de l'Union africaine et de la Communauté de développement d'Afrique australe. Le 1er juin, l'observatoire Safidy met une nouvelle fois en doute la neutralité, l'impartialité et l'indépendance de la Céni, la Commission électorale chargée de l’organisation des scrutins. Tant les observateurs indépendants que ceux de l'opposition et de la majorité sortante dénoncent des irrégularités, tels que des bulletins préremplis ou des achats de voix. Les coalitions Irmar et Firaisankina déposent ainsi plus d'une centaine de requêtes auprès de la Haute Cour Constitutionnelle (HCC), s'accusant l'une l'autre de fraude électorale. La publication des résultats provisoires par la Céni connait des retards. Initialement prévue le 8 juin, elle est finalement reportée au 11.
La participation connait une hausse, avec 48 % des inscrits ayant votés, contre 43 % en 2019. Les résultats voient la coalition Nous tous, ensemble avec Andry Rajoelina (IRMAR) menée par le parti Jeunes malgaches déterminés (TGV) d'Andry Rajoelina perdre sa majorité absolue des sièges malgré un nombre et une part de suffrages en nette hausse. La coalition Firaisankina (FIR) regroupant une partie de l'opposition dont notamment J'aime Madagascar (TIM) et Force nouvelle pour Madagascar (HVM) progresse, de même que le total des élus indépendants. Déjà très présent dans la législature sortante, ces derniers décrochent à nouveau une place centrale au sein de l'assemblée nationale. Une alliance de l'Irmar avec une partie de ces derniers devrait ainsi permettre au président de continuer à faire voter ses projets, plusieurs d'entre eux étant à l'origine des membres de l'Irmar n'ayant pas reçu l'investiture de la coalition dans leur circonscription,.
Cependant, le 27 juin, la Haute Cour constitutionnelle rejette tous les recours en annulation, à l'exception de ceux du camp présidentiel, qui retrouve les quatre sièges perdus et donc la majorité absolue.